# Décès en février 1964
Décès
- 1960
- 1961
- 1962
- 1963
- 1964
- 1965
- 1966
- 1967
- 1968

Pour une information complémentaire, voir la page d'aide.

| Date       | Nom               | Pays                           | Activités                     | Âge | Source |
| ---------- | ----------------- | ------------------------------ | ----------------------------- | --- | ------ |
| 19 février | Giórgos Kalafátis | Drapeau de la Grèce            | footballeur grec.             | 73  |        |
| 20 février | Helen Benson      | Drapeau de la Nouvelle-Zélande | Universitaire néo-zélandaise. | 78  |        |